# Ludovic-Hermann Wanda
Ludovic-Hermann Wanda, alias Black Dandy, est un chroniqueur et homme de lettres d'origine camerounaise.

## Biographie

### Enfance, éducation et débuts
Ludovic-Hermann Wanda est né en 1981 à Paris. Ses parents sont originaires de l'Ouest Cameroun, issus de l'aristocratie d'une des chefferies Bamiléké. Il grandit en région parisienne. Sa mère étant souvent au Cameroun, il est élevé en partie par ses tantes et ne connaît pas son père. Il décroche un bac S. Malgré de bons résultats scolaires, il fait plusieurs séjours carcéraux entre 15 et 22 ans. Incarcéré à sept reprises, à 22 ans, il est détenu et condamné pour trafic de drogue et racket au centre de détention pour jeunes de Fleury-Mérogis.
Ayant vécu quelques années à Vigneux-sur-Seine, Ludovic-Hermann Wanda est diplômé de philosophie et de mathématique.

### Parcours
Ludovic-Hermann Wanda, entre dans le judaïsme quelques mois avant son incarcération. Il est coach et auteur de "Prisons" (2018), son premier roman, qui remporte le prix Hors Concours des Lycéens 2019,. 
En 2021, il publie Balance ta haine, un second roman aux Éditions de l’Antilope,. Il s'attache à nouveau à décrire les jeunes hommes de banlieue, notamment leurs relations compliquées aux femmes, empreintes de machisme dominateur et fanfaron.